# 로베르트 엥케
로베르트 엥케(독일어: Robert Enke, 1977년 8월 24일 ~ 2009년 11월 10일)은 독일의 축구 선수였으며 포지션은 골키퍼였다. FC 바르셀로나, SL 벤피카, 페네르바흐체 SK 같은 상위 클럽에서 활약하였고 분데스리가의 하노버 96에서 두드러진 활약이 드러나기 시작하였다. 2009년 11월 10일 자살로 생을 마감했으며, 그가 사망한 시점에 그는 2010년 FIFA 월드컵에서 독일 국가 대표의 유력한 후보 골키퍼로 지목되어 있었다.

## 생애
1977년 동독 예나에서 태어나 1995년 FC 카를 차이스 예나 입단을 시작으로 프로 생활을 시작하였다. 1996년 보루시아 묀헨글라트바흐에서의 활약에 돋보여 1999년에는 독일 대표팀에 선발되어 1999년 FIFA 컨페더레이션스컵에 참가를 하게 된다.
이후 엥케는 주변의 권고에 따라 1999년 포르투갈 SL 벤피카로 이적하여 좋은 활약을 보여 왔기에 2002년 FC 바르셀로나로 이적하게 된다. 하지만 FC 바르셀로나에서는 골키퍼 로테이션을 사용하고 있었기에 많은 출장을 하지 못했을 뿐더러 한 경기에서 많은 실점을 허용한 이후에는 빅토르 발데스에게 밀려 후보로 전전하였다. 터키 페네르바체 SK로 임대를 가게 되지만 계속해서 컨디션 난조등 경기가 풀리지 않고 1경기만 뛰다가 2004년 스페인 2부 리그 CD 테네리페로 옮기지만 별다른 성과가 없었다.
그러다가 2004년부터 하노버 96로 이적을 하게 되면서 그의 활약이 본격적으로 드러나게 되었다. 그의 뛰어난 실력에 2006년 대표팀에 재발탁이 되어 UEFA 유로 2008에서 독일 대표팀의 두 번째 골키퍼로 선발이 되었고 옌스 레만의 대표팀 은퇴 이후 독일 대표팀의 주전 골키퍼가 기정 사실화되었지만 2009년 자살로 생을 마감했다.

## 사망
2009년 11월 10일 하노버 인근 철도 건널목에서 열차에 치여 향년 32세로 숨졌으며 철로 근처에서 엥케의 차가 발견되는 등의 정황으로 미루어 자살로 결론을 내렸다.
자살 이유로는 자신의 친딸이 불치병에 걸려 일찍 세상을 떠나자 그 이후로 우울증이 오게 되었다. 그러다가 컨디션 난조로 인하여 몇번의 대표팀 탈락 이후에 우울증이 더욱 심해지게 되어서 자살을 한 것으로 독일 매체들이 발표를 하였다.